# 数字星空
北京百汇数字星空科技有限公司，簡稱数字星空，又名為百汇数字星空，是一家總部位於中華人民共和國北京市海淀區信息大厦的公司，主要業務是在中國大陸代理發行殺毒軟件卡巴斯基安全软件，曾經是中國大陸最大的正版軟件發行商，也是當地首家提供正版遊戲數位分發的發行商。数字星空於2019年11月12日吊銷營業執照，主要業務轉到姊妹公司北京百汇数字星空网络技术有限公司。

## 歷史
数字星空的創始人刘建华畢業於北京大學法律系，2000年讀研究生期間，刘建华以實習生身份加入连邦软件，之後一路晉升為公司副總裁。2006年3月1日，刘建华與合作夥伴成立北京百汇数字星空科技有限公司並擔任公司首席执行官。公司的主要業務是軟件的數位分發和營運，公司成立初期就成為卡巴斯基安全软件的中國大陸獨家發行商。同年9月，数字星空聯合游侠网和新浪遊戲，推出遊戲數位分發平台，首輪推出共40款電子遊戲，並有「包月版」和「終身版」兩種付費模式。到2008年，数字星空已經成為中國大陸最大的正版軟件發行商。同年数字星空與印度資訊公司卓豪合作，將卓豪的軟件即服務產品引進到中國大陸，以「百會」為品牌營運。
2009年微軟為打擊中國大陸的盜版問題，推行了Windows正版增值计划和Office正版增值计划。数字星空藉此機會宣佈百會旗下的辦公室套件編輯功能免費，只收取云存储的費用，以搶奪Microsoft Office的用戶。2010年，微軟起訴東莞網吧侵權，数字星空宣佈免費授予中國大陸合法經營的網吧一年正版百會Office，幫助網吧規避法律風險。同年Google退出中國大陸市場當日，数字星空召開發佈會，呼籲使用Google文件的用戶轉去使用百會。同年12月，微軟終止了Office正版增值计划。
数字星空的卡巴斯基安全软件發行業務自2009年開始受到奇虎360推出的免費殺毒軟件影響，銷量大幅下降，同時也使数字星空2010年的上市計劃作廢。2011年7月，数字星空宣佈發展團購業務，到12月團購業務發展失敗，数字星空大量裁員及轉為發展銷售代理產品的網上商城。同月，数字星空宣佈進行業務重組，建立兩個子公司，分別營運資訊產品發行業務和百會業務，刘建华轉為百會業務子公司的首席执行官，刘志辉擔任資訊產品發行業務子公司的首席执行官。
2015年，刘建华離開数字星空。次年，卓豪收回数字星空的相關產品營運權，百會以代理商身份繼續與其合作。2019年11月12日，北京百汇数字星空科技有限公司被吊銷營業資格。卡巴斯基安全软件發行業務目前由姊妹公司北京百汇数字星空网络技术有限公司負責。

## 發行遊戲
| 遊戲名稱                          | 發售日期 | 開發        | 備註  |
| --------------------------------- | -------- | ----------- | ----- |
| 《碧雪情天》                      | 2006年   | 创意鹰翔    | [ 5 ] |
| 《碧雪情天资料片冰雪传奇》        | 2006年   | 创意鹰翔    | [ 5 ] |
| 《独闯天涯》                      | 2006年   | 创意鹰翔    | [ 5 ] |
| 《生死之间》                      | 2006年   | 创意鹰翔    | [ 5 ] |
| 《生死之间2》                     | 2006年   | 创意鹰翔    | [ 5 ] |
| 《秦殇》                          | 2006年   | 目标软件    | [ 5 ] |
| 《复活－秦殇前传》                | 2006年   | 目标软件    | [ 5 ] |
| 《傲世三国》                      | 2006年   | 目标软件    | [ 5 ] |
| 《傲世三国－三分天下》            | 2006年   | 目标软件    | [ 5 ] |
| 《大秦悍将》                      | 2006年   | 欢乐亿派    | [ 5 ] |
| 《抗日：血战缅甸》                | 2006年   | 欢乐亿派    | [ 5 ] |
| 《抗日：血战上海滩》              | 2006年   | 欢乐亿派    | [ 5 ] |
| 《自由与荣耀2威力增强版》         | 2006年   | 欢乐亿派    | [ 5 ] |
| 《皮皮猪与呜啡狼-炮打伞兵狼》     | 2006年   | 欢乐亿派    | [ 5 ] |
| 《皮皮猪与呜啡狼-皮皮警训练营》   | 2006年   | 欢乐亿派    | [ 5 ] |
| 《皮皮猪与呜啡狼-气球狼的进攻》   | 2006年   | 欢乐亿派    | [ 5 ] |
| 《皮皮猪与呜啡狼-神枪猪与野鸭狼》 | 2006年   | 欢乐亿派    | [ 5 ] |
| 《皮皮猪与呜啡狼-呜啡狼UFO》      | 2006年   | 欢乐亿派    | [ 5 ] |
| 《抗日－地雷战》                  | 2006年   | 金山软件    | [ 5 ] |
| 《剑侠情缘2》                     | 2006年   | 金山软件    | [ 5 ] |
| 《决战朝鲜》                      | 2006年   | 金山软件    | [ 5 ] |
| 《天王》                          | 2006年   | 金山软件    | [ 5 ] |
| 《新剑侠情缘》                    | 2006年   | 金山软件    | [ 5 ] |
| 《月影传说》                      | 2006年   | 金山软件    | [ 5 ] |
| 《东周列国志》                    | 2006年   | 斯普软件    | [ 5 ] |
| 《虎门风云》                      | 2006年   | 斯普软件    | [ 5 ] |
| 《花木兰》                        | 2006年   | 斯普软件    | [ 5 ] |
| 《皇城轶事》                      | 2006年   | 斯普软件    | [ 5 ] |
| 《剑之魂》                        | 2006年   | 斯普软件    | [ 5 ] |
| 《李世民传奇-乾坤镜》             | 2006年   | 斯普软件    | [ 5 ] |
| 《青蛇》                          | 2006年   | 斯普软件    | [ 5 ] |
| 《青蛇2》                         | 2006年   | 斯普软件    | [ 5 ] |
| 《时空侠影》                      | 2006年   | 斯普软件    | [ 5 ] |
| 《水晶之魂》                      | 2006年   | 斯普软件    | [ 5 ] |
| 《隋唐争霸》                      | 2006年   | 斯普软件    | [ 5 ] |
| 《新隋唐演义》                    | 2006年   | 斯普软件    | [ 5 ] |
| 《天地风云录》                    | 2006年   | 斯普软件    | [ 5 ] |
| 《弹球之黑客任务》                | 2006年   | 笨蛋工作室  | [ 5 ] |
| 《烈焰英豪》                      | 2006年   | BondarchukV | [ 5 ] |
| 《美丽果园》                      | 2006年   | BondarchukV | [ 5 ] |